# 肌束膜
肌束膜（英語：Perimysium）是一层把肌纤维组合成束（即肌束）的结缔组织鞘（套），每束約10到100或更多條的肌纖維。
肌肉生理學研究顯示肌束膜在傳遞側向收縮動作具有一定作用，實驗發現有蹄動物的橈側腕屈肌存有肌束膜連結板（perimysial junctional plates），因此支持這個假設。然而肌束膜周圍膠原蛋白網路的整體結構及其連續性和差異性尚未得到確切的觀察和描述。肌束膜具有第I、III、VI、XII型的膠原蛋白。